# Tage Junger
Tage Gustaf Junger, född 5 juli 1919 i Falkenberg, död 30 september 2005 i Askims församling i Göteborg, var en svensk officer i Flygvapnet.

## Biografi
Junger blev fänrik i Flygvapnet 1949. Han befordrades till löjtnant 1944, till kapten 1949, till major 1958, till överstelöjtnant 1962 och till överste 1967.
Junger inledde sin militära 1942. Åren 1959–1961 var han sektionschef vid Första flygeskadern. Åren 1961–1970 var han stabschef vid Första flygeskadern. Åren 1970–1973 tjänstgjorde han vid försvarsdepartementet. Åren 1973–1979 var han chef för Flygvapnets Halmstadsskolor (F 14). Junger lämnade Flygvapnet 1979. Han är begravd på Billdals kyrkogård i Göteborg.